# Луцій Емілій Мамерк
Лу́цій Емі́лій Маме́рк (лат. Lucius Aemilius Mamercus; ? — після 473 до н. е.) — політичний, державний і військовий діяч часів ранньої Римської республіки, консул 484, 478 і 473 років до н. е.

## Життєпис
Походив з патриціанського роду Еміліїв. Син Мамерка Емілія. 
У 484 році до н. е. його було вперше обрано консулом разом з Цезоном Фабієм Вібуланом. Діяв проти вольсків, а його колега — проти еквів. Спочатку зазнав поразки від ворогів, але потім завдав їм поразки під Анцієм. Того ж року брав участь у висвяченні Храму Діоскурів.
У 478 році до н. е. його вдруге було обрано консулом разом з Гаєм Сервілієм Структом Агалою, який несподівано помер, через що Опітера Вергінія Есквіліна було обрано додатково консулом-суффектом. Під час своєї каденції бився проти міста-держави Вейї, але не здобув рішучої перемоги. Тому уклав мирну угоду, згідно якої зберігався статус-кво. Незважаючи на отриману здобич римський сенат не надав Емілію права на тріумф, яке той вимагав. Причиною відмови була відсутність територіальних завоювань.
У 473 році до н. е. його було втретє обрано консулом разом з Вопіском Юлієм Юлом. Підтримував аграрний закон Спурія Кассія Вісцеліна. Почалися заворушення між патриціями та плебсом щодо розподілу землі. Зрештою консули вимушені були сховатися в будівлії Курії, де оголосили про складання своїх повноважень. 
Про подальшу долю Луція Емілія немає відомостей.